# Tricimba carinata
Tricimba carinata är en tvåvingeart som beskrevs av Malloch 1924. Tricimba carinata ingår i släktet Tricimba och familjen fritflugor. Inga underarter finns listade i Catalogue of Life.